# Adelia (opera)
Adelia è un'opera seria di Gaetano Donizetti.
La prima rappresentazione ebbe luogo al Teatro Apollo di Roma l'11 febbraio del 1841.
Il libretto è tratto da La figlia dell'arciere, opera in tre atti di Carlo Coccia su testo di Felice Romani, da cui Girolamo Maria Marini modificò il terzo atto. Il testo del Romani è a sua volta tratto da un dramma francese non conosciuto.

## Introduzione
Il libretto, pensato per strutture musicali ormai invecchiate, non piaceva a Donizetti, che riuscì comunque a scrivere «un buon numero di pagine splendidamente orchestrate». Ashbrook giudica la musica della parte centrale del primo atto «coerente e sintetica», mentre trova meno brillanti l'inizio e soprattutto la conclusione; il secondo atto viene giudicato complessivamente migliore; del terzo apprezza le arie ma giudica «superfluo» il coro iniziale.
La prima rappresentazione fece scalpore, infatti l'opera venne più volte interrotta dal baccano della folla rimasta fuori dal teatro e che era in possesso del biglietto; l'impresario, al termine dell'opera, venne arrestato per aver venduto un numero di biglietti superiore ai posti del teatro.
Nonostante l'entusiasmo iniziale, Adelia cadde ben presto nell'oblio, per venir ripresa solo nel settembre del 1997 al Teatro Donizetti di Bergamo, con Daniela Longhi (Adelia), Sergio Bologna (Carlo), Marcello Bedoni (Oliviero), Alessandro Svab (Arnoldo) e la direzione di Gustav Kuhn.
Particolarmente interessante la ripresa effettuata nel gennaio del 1998 al Teatro Carlo Felice di Genova (basata sull'allestimento di Bergamo), con Mariella Devia (Adelia), Stefano Antonucci (Carlo), Octavio Arévalo (Oliviero), Boris Martinovic (Arnoldo) sotto la direzione di John Neschling. Le registrazioni effettuate durante gli spettacoli di Genova vennero in seguito pubblicate in CD. Nel recensire lo spettacolo genovese, Roberto Iovino, scrisse che «la musica quasi mai riesce ad elevarsi drammaticamente o liricamente ai livelli degni di un Donizetti».

## Cast della prima assoluta
| Ruolo        | Registro vocale | Interprete           |
| ------------ | --------------- | -------------------- |
| Carlo        | baritono        | Filippo Valentini    |
| Oliviero     | tenore          | Lorenzo Salvi        |
| Arnoldo      | basso           | Ignazio Marini       |
| Adelia       | soprano         | Giuseppina Strepponi |
| Comino       | tenore          | Pietro Gasperini     |
| Odetta       | mezzosoprano    | Clementina Baroni    |
| Uno scudiero | basso           | Luigi Fossi          |

## Trama
«L'intrigo si sviluppa in Perona, residenza del duca di Borgogna nel XIV secolo»

### Atto I
Arnoldo vuole vendicarsi del giovane conte Oliviero che si era introdotto furtivamente nella camera di sua figlia Adelia, e denuncia l'accaduto al duca Carlo di Borgogna, visto che una legge vieta ai nobile le relazioni sentimentali con il volgo, pena la morte. Vedendo però la disperazione dei due giovani e la loro intenzione di sposarsi, Arnoldo cerca di intercedere presso il duca, il quale finge di accordare il suo perdono.

### Atto II
Il duca pensa, in realtà, di giustiziare il conte Oliviero durante la celebrazione, ma Adelia, avvertita da Comino delle intenzioni del duca Carlo di Borgogna decide di differire le nozze che, dopo le invettitive di Oliviero e di suo padre, perde i sensi.

### Atto III
Le nozze non vengono svolte e Adelia è impazzita al pensiero che Oliviero possa essere condannato a morte per causa sua, ma ritorna in sé dopo aver saputo che suo padre ha ricevuto un titolo nobiliare. A questo punto Adelia e Oliviero possono convolare a nozze nel tripudio generale.

## Struttura musicale
- Sinfonia

### Atto I
- N. 1 - Introduzione e Cavatina di Arnoldo Dalla torre ascoltate la squilla - Era pura, come in cielo (Coro, Arnoldo)
- N. 2 - Coro e Cavatina di Adelia Ei corre al Duca - Fui presaga; ah! tu lo vedi... (Adelia, Coro)
- N. 3 - Finale I Amo, ed amata io sono (Adelia, Arnoldo, Coro, Carlo, Oliviero)

### Atto II
- N. 4 - Coro ed Aria di Adelia Scegli. Di perle candide - Perché non posso togliere (Adelia, Coro)
- N. 5 - Duetto fra Oliviero ed Adelia Tutto di te sollecito
- N. 6 - Terzetto fra Arnoldo, Adelia ed Oliviero Sollevar la fronte ardisci? (Arnoldo, Adelia, Oliviero, Coro)

### Atto III
- N. 7 - Introduzione Sul campo dell'onor (Coro, Comino)
- N. 8 - Aria di Oliviero M'ingannò la mia speranza (Oliviero, Comino, Coro)
- N. 9 - Aria Finale di Adelia Ciel tu de' barbari (Adelia, Coro, Arnoldo, Oliviero, Odetta, Comino)

## Discografia
| Anno | Cast (Carlo, Oliviero, Arnoldo, Adelia)                                  | Direttore, Coro e Orchestra | Etichetta                                    |
| ---- | ------------------------------------------------------------------------ | --- | -------------------------------------------- |
| 1998 | Stefano Antonucci, Octavio Arévalo, Boris Martinovic, Mariella Devia     | John Neschling Orchestra e Coro del Teatro Comunale dell'Opera di Genova (Registrazione dal vivo al Carlo Felice di Genova, gennaio/febbraio) | Audio CD: BMG Ricordi (Agorá) Cat: RFCD 2029 |
| 2006 | Giulio Mastrototaro, David Sotgiu, Andrea Silvestrelli, Michela Sburlati | Gustav Kuhn Orchestra e Coro Haydn di Bolzano e Trento (Registrato in concerto all'Auditorium di Bolzano, 11-16 dicembre)                     | Audio CD: RCA «Red Seal» Cat: 88697 10813 2  |